# 巴拉圭足球协会
巴拉圭足球协会（西班牙语：Asociación Paraguaya de Futbol，APF），为巴拉圭足球的管理机构。巴拉圭足协负责组织管理巴拉圭足球联赛以及巴拉圭国家足球队。巴拉圭足协总部位于巴拉圭首都亚松森。1906年，巴拉圭当时的5支球队发起成立了巴拉圭足球协会。